# Mailand–Turin 2017
Das 98. Mailand–Turin 2017 war ein italienisches Straßenradrennen mit Start in San Giuliano Milanese, in der Nähe von Mailand und Ziel an der Wallfahrtskirche von Superga vor Toren Turins nach 186 km. Es fand am Donnerstag, den 5. Oktober 2017, statt. Zudem war es Teil der UCI Europe Tour 2017 und dort in der Kategorie 1.HC eingestuft.
Sieger wurde der Kolumbianer Rigoberto Urán von Cannondale Drapac mit zehn Sekunden Vorsprung auf Adam Yates aus Großbritannien von Orica-Scott.

## Teilnehmende Mannschaften
| WorldTeams (14)- AG2R La Mondiale - Astana - Bahrain-Merida - Cannondale-Drapac - FDJ - Movistar Team - Orica-Scott - Quick-Step Floors - Katusha-Alpecin - Lotto NL-Jumbo - Sky - Team Sunweb - Trek-Segafredo - UAE Team Emirates Professional Continental Teams (5)- Androni Giocattoli - Bardiani CSF - Cofidis, Solutions Crédits - Nippo-Vini Fantini - Wilier Triestina-Selle Italia |
| |

## Strecke
Der Start erfolgte in San Giuliano Milanese. Die ersten etwa 165 Kilometer waren flach. Anschließend musste erstmals die Wallfahrtskirche von Superga (616 Meter über NN/4,5 km lang/durchschnittlich 9,1 Prozent steil) bezwungen werden, man fuhr jedoch nicht ganz hoch. Danach folgte eine weitere Runde à 20 km mit anschließendem Ziel an der Wallfahrtskirche von Superga (669 m ü. NN/4,9 km lang/durchschnittlich 9,1 Prozent steil).

## Rennverlauf
Kurz nach dem Start setzten sich vier Fahrer vom Feld ab: Karl Patrick Lauk (Estland/Astana), Grégory Rast (Schweiz/Trek), Guillaume Bonnafond (Frankreich/Cofidis) und Simone Andreetta (Italien/Bardiani). Sie konnten sich in der Folge maximal sechs Minuten Vorsprung herausfahren. Die Ausreißer waren allesamt in der ersten Steigung eingeholt, als letzter Fahrer Bonnafond.
Auf den letzten Metern der Steigung konnte sich Julian Alaphilippe (Frankreich/Quick Step) absetzen. Maximal hatte er 30 Sekunden Vorsprung und er war sechs Kilometer vor dem Ziel wieder eingeholt. In der Schlusssteigung konnten sich Rudy Molard (Frankreich/FDJ), Egan Bernal (Kolumbien/Androni), Fabio Aru (Italien/Astana), David Gaudu (Frankreich/FDJ), Rigoberto Urán (Kolumbien/Cannondale Drapac) und Mickaël Chérel (Frankreich/AG2R) absetzen. 2,6 Kilometer vor dem Ziel griff Uran aus einer mittlerweile dreiköpfigen Spitzengruppe mit Gaudu und Cherel an und konnte sich entscheidend absetzen. Dahinter fuhr Adam Yates (Großbritannien/Orica) zur Gruppe um Aru und Gaudu auf, die er kurz darauf hinter sich ließ, um die Verfolgung auf Uran allein aufzunehmen. Yates kam nicht mehr heran und so gewann Uran mit zehn Sekunden Vorsprung auf Yates. Dritter wurde Thibaut Pinot (Frankreich/FDJ), der mit 20 Sekunden Rückstand folgte.

## Rennergebnis
| \| Gesamtwertung \| Gesamtwertung \| Gesamtwertung \| Gesamtwertung \| Gesamtwertung \| \| Fahrer \| Fahrer \| Land \| Team \| Zeit \| \| ------------- \| ---------------------- \| ---------------------- \| ----------------------------- \| --------------- \| \| 1. \| Rigoberto Urán \| Kolumbien \| Cannondale-Drapac \| 4 h 24 min 51 s \| \| 2. \| Adam Yates \| Vereinigtes Königreich \| Orica-Scott \| + 10 s \| \| 3. \| Fabio Aru \| Italien \| Astana \| + 20 s \| \| 4. \| Nairo Quintana \| Kolumbien \| Movistar Team \| + 28 s \| \| 5. \| David Gaudu \| Frankreich \| FDJ \| + 31 s \| \| 6. \| Wout Poels \| Niederlande \| Team Sky \| + 31 s \| \| 7. \| Daniel Felipe Martínez \| Kolumbien \| Wilier Triestina-Selle Italia \| + 33 s \| \| 8. \| Thibaut Pinot \| Frankreich \| FDJ \| + 35 s \| \| 9. \| Pierre Latour \| Frankreich \| AG2R La Mondiale \| + 43 s \| \| 10. \| Peter Stetina \| Vereinigte Staaten \| Trek-Segafredo \| + 53 s \| \| 11. \| Daniel Martin \| Irland \| Quick-Step Floors \| + 56 s \| \| 12. \| Rein Taaramäe \| Estland \| Katusha-Alpecin \| + 57 s \| \| 13. \| Giovanni Visconti \| Italien \| Bahrain-Merida \| + 1 min 05 s \| \| 14. \| Mikaël Chérel \| Frankreich \| AG2R La Mondiale \| + 1 min 05 s \| \| 15. \| Pello Bilbao \| Spanien \| Astana \| + 1 min 11 s \| \| 16. \| Egan Bernal \| Kolumbien \| Androni-Sidermec-Bottecchia \| + 1 min 17 s \| \| 17. \| Hubert Dupont \| Frankreich \| AG2R La Mondiale \| + 1 min 25 s \| \| 18. \| Cristian Rodríguez \| Spanien \| Wilier Triestina-Selle Italia \| + 1 min 32 s \| \| 19. \| Chris Hamilton \| Australien \| Team Sunweb \| + 1 min 39 s \| \| 20. \| Steven Kruijswijk \| Niederlande \| LottoNL-Jumbo \| + 1 min 40 s \| |                        |                        |                               |                 |
| |                        |                        |                               |                 |
| Quelle: ProCyclingStats |                        |                        |                               |                 |
| Gesamtwertung |                        |                        |                               |                 |
| Fahrer | Fahrer                 | Land                   | Team                          | Zeit            |
| 1. | Rigoberto Urán         | Kolumbien              | Cannondale-Drapac             | 4 h 24 min 51 s |
| 2. | Adam Yates             | Vereinigtes Königreich | Orica-Scott                   | + 10 s          |
| 3. | Fabio Aru              | Italien                | Astana                        | + 20 s          |
| 4. | Nairo Quintana         | Kolumbien              | Movistar Team                 | + 28 s          |
| 5. | David Gaudu            | Frankreich             | FDJ                           | + 31 s          |
| 6. | Wout Poels             | Niederlande            | Team Sky                      | + 31 s          |
| 7. | Daniel Felipe Martínez | Kolumbien              | Wilier Triestina-Selle Italia | + 33 s          |
| 8. | Thibaut Pinot          | Frankreich             | FDJ                           | + 35 s          |
| 9. | Pierre Latour          | Frankreich             | AG2R La Mondiale              | + 43 s          |
| 10. | Peter Stetina          | Vereinigte Staaten     | Trek-Segafredo                | + 53 s          |
| 11. | Daniel Martin          | Irland                 | Quick-Step Floors             | + 56 s          |
| 12. | Rein Taaramäe          | Estland                | Katusha-Alpecin               | + 57 s          |
| 13. | Giovanni Visconti      | Italien                | Bahrain-Merida                | + 1 min 05 s    |
| 14. | Mikaël Chérel          | Frankreich             | AG2R La Mondiale              | + 1 min 05 s    |
| 15. | Pello Bilbao           | Spanien                | Astana                        | + 1 min 11 s    |
| 16. | Egan Bernal            | Kolumbien              | Androni-Sidermec-Bottecchia   | + 1 min 17 s    |
| 17. | Hubert Dupont          | Frankreich             | AG2R La Mondiale              | + 1 min 25 s    |
| 18. | Cristian Rodríguez     | Spanien                | Wilier Triestina-Selle Italia | + 1 min 32 s    |
| 19. | Chris Hamilton         | Australien             | Team Sunweb                   | + 1 min 39 s    |
| 20. | Steven Kruijswijk      | Niederlande            | LottoNL-Jumbo                 | + 1 min 40 s    |